# I Conferenza del Partito Operaio Socialdemocratico Russo
La I Conferenza del Partito Operaio Socialdemocratico Russo (POSDR) si tenne dal 25 al 30 (dal 12 al 17 secondo il calendario giuliano) dicembre 1905 a Tammerfors, oggi Tampere, allora parte dell'Impero russo.

## I lavori
Per prendere parte ai lavori furono eletti 41 delegati, tra i quali figuravano Boris Gorev, Leonid Krasin, Nadežda Krupskaja, Lenin, Solomon Lozovskij, Julij Martov, Pavel Mostovenko, Vladimir Nevskij, Pëtr Rumjancev, Jakov Sverdlov, Stalin e Emel'jan Jaroslavskij.
L'assemblea elesse un Comitato Centrale composto di sei membri, di cui tre bolscevichi (Leonid Krasin, Isaak Lalajanc e Ivan Sammer) e tre menscevichi (Nikolaj Iordanskij, Viktor Krachmal' e A. A. Tarasevič).